# Château de Grünholz
Le château de Grünholz (Schloß Grünholz) est un petit château situé en Allemagne, dans le village de Vogelsang-Grünholz, appartenant à la commune de Thumby (Schleswig-Holstein). Le château est aujourd'hui la propriété du prince Christoph de Schleswig-Holstein-Sonderburg-Glücksburg qui est à la tête de l'exploitation agricole dont dépend Grünholz.

## Historique

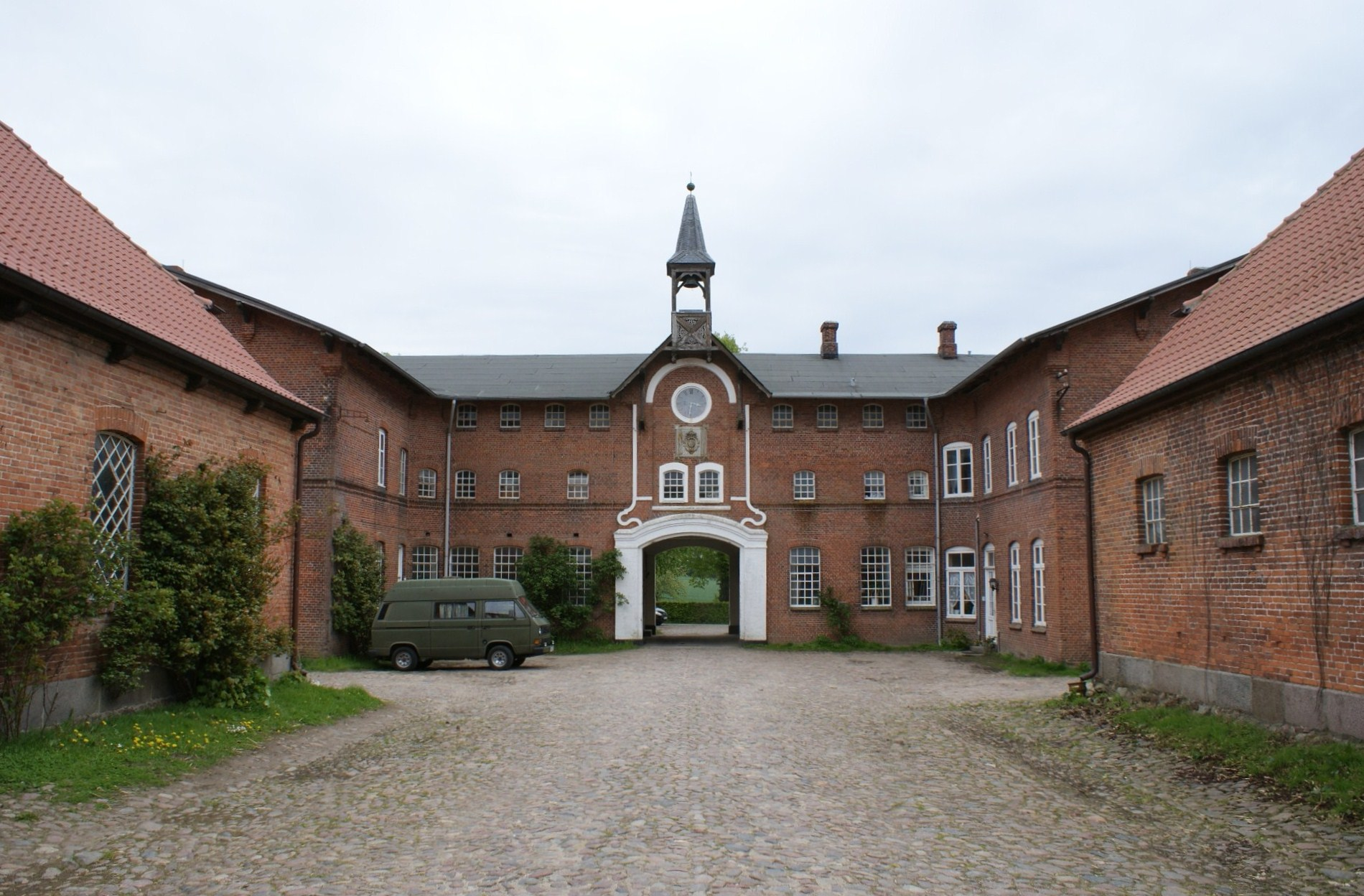
Communs du château avec la Torhaus, ou maison d'entrée avec tour, architecture typique du Schleswig-Holstein

Les terres de Grünholz appartenaient au Moyen Âge aux évêques de Schleswig, puis au XVe siècle aux chevaliers de Sehestedt qui font construire près du hameau une petite maison fortifiée avec une tour. C'est la famille von Pogwisch au XVIe siècle qui transforme les terres en un vaste domaine seigneurial agricole. La famille von der Wisch lui succède, puis les Ahlefeldt au XVIIe siècle, qui y demeurent jusqu'en 1732. La famille von Thienen achète alors le domaine qui passe ensuite aux Brockdorff, par le mariage de Lucia von Thienen. Ceux-ci font construire le château actuel entouré de fosses remplies d'eau entre 1749 et 1752. Le château classique de briques rouges, dont les façades sont ornées de pilastres simples et élégants, est décoré en son milieu d'un fronton triangulaire très simple comportant le monogramme de Lucia von Brockdorff, née Thienen, et formant un semblant de portique tétrastyle. L'intérieur est en style rococo, mais l'extérieur marque le début du classicisme succédant au baroque. Une terrasse au sud a été rajoutée plus tard. Le château est presqu'inchangé depuis cette époque. Des bâtiments de ferme et de communs, avec Torhaus, granges, étables, écuries, etc. sont construits à proximité en 1910, ou restaurés après l'incendie de 1888.
Après les Brockdorff, le château passe à la famille von Plessen, puis aux Buchwaldt au début du XIXe siècle, et aux comtes von Moltke à partir de 1834 et en 1855 à la famille ducale puis princière, von Schleswig-Holstein-Sonderburg-Glücksburg, cousine des familles royales de Danemark et de Grèce. Celle-ci exploite les 1 200 hectares de terres. Le château est habité toute l'année et ne se visite pas.